# Tolstoj (romanzo)
Tolstoj è una biografia scritta in forma di romanzo da Pietro Citati. Pubblicata nel 1983, l'opera ha ottenuto l'anno successivo il Premio Strega.
Il libro è stato tradotto in francese, spagnolo, inglese, tedesco e olandese.

## Contenuto
Il libro è suddiviso in cinque parti: La giovinezza; - Guerra e Pace; - Anna Karenina; - Che cos'è un romanzo; - La vecchiaia.
Questa biografia romanzata restituisce il ritratto psicologico di Lev Tolstoj, la cui peculiarità è un narcisismo smisurato. Lo scrittore russo sfiora spesso le vette della felicità creativa ed artistica, ma anche nel suo privato di uomo non mancano momenti esaltanti. Trascinato da un'incontenibile vitalità, il giovane Tolstoj può perdere somme ingenti al gioco così come impegnarsi nel costituire una vasta famiglia di cui essere il patriarca incontrastato.
Da tanta esuberanza, sondata ed evocata da Citati con un'incisività degna delle stesse narrazioni tolstojane, scaturiscono le opere della giovinezza di Lev e, soprattutto, il suo capolavoro Guerra e Pace: di tali opere Citati propone numerosi estratti non per ricostruire la poetica di Tolstoj, bensì per illuminare la sua esistenza, riversatasi appunto nelle vite di molti dei suoi personaggi inventati. Tolstoj concepisce un Dio di benevolenza che si palesa nella realtà, almeno fino al momento in cui il suo astro inizia la parabola discendente e il “narcisista” cade nella depressione.
Tolstoj soffrì di questo male e Citati individua in Anna Karenina i simboli che, con decenni di anticipo, segneranno la fine del grande Maestro: la stazione di notte e il treno. Dalle ossessioni ormai radicate nel narcisista scaturisce un diverso Dio, che ora sembra piuttosto corrispondere al Nulla. Nessuna meraviglia, quindi, se Tolstoj, tormentato da una famiglia lacerata all'interno e intenzionata a controllarlo, una notte di ottobre fugge con un treno e si ferma nella stazione di Astàpovo, dove troverà la pace.

## Edizioni
- P. Citati: Tolstoj, ed. Longanesi, Milano 1983;
- P. Citati: Tolstoj, prefazione di Frédéric Vitoux, UTET, Torino 2007;